# Рендсбург
Рендсбург (њем. Rendsburg) град је у њемачкој савезној држави Шлезвиг-Холштајн. Једно је од 165 општинских средишта округа Рендсбург. Према процјени из 2010. у граду је живјело 28.350 становника. Посједује регионалну шифру (AGS) 1058135, NUTS (DEF0B) и LOCODE (DE REN) код.

## Географски и демографски подаци
Рендсбург се налази у савезној држави Шлезвиг-Холштајн у округу Рендсбург. Град се налази на надморској висини од 5–10 метара. Површина општине износи 23,7 km². У самом граду је, према процјени из 2010. године, живјело 28.350 становника. Просјечна густина становништва износи 1.195 становника/km².

## Међународна сарадња
| Мјесто        | Држава               | Врста сарадње | Од    |
| ------------- | -------------------- | ------------- | ----- |
| Ланкастер     | Уједињено Краљевство | партнерство   | 1968. |
|               | Француска            | партнерство   | 1975. |
| Хапсалу       | Естонија             | партнерство   | 1989. |
| Олборг        | Данска               | партнерство   | 1976. |
|               | Пољска               | партнерство   | 2004. |
| Питео         | Шведска              | контакт       | 2000. |
| Кристијанстад | Шведска              | пријатељство  | 1992. |
| Алмере        | Холандија            | контакт       | 2000. |
| Шијен         | Норвешка             | пријатељство  | 1995. |
| Извор         |                      |               |       |